# John Sholto Douglas
John Sholto Douglas, 9.º marqués de Queensberry (Florencia, Italia, 20 de julio de 1844 - Londres, Inglaterra, 31 de enero de 1900) fue un noble escocés, así como el creador de las importantes reglas del boxeo moderno conocidas como «reglas del marqués de Queensberry». Es además conocido por la ácida disputa que mantuvo con Oscar Wilde en 1895.

## Biografía
Douglas nació en Italia como el hijo mayor del político conservador Archibald, vizconde Drumlanring, y su esposa Caroline Clayton. Su padre se convirtió en el octavo marqués de Queensberry, en 1856, y él lo sucedió en 1858.
Fue educado en el Real Colegio Naval de Greenwich, convirtiéndose en guardiamarina a los 12 años y teniente a los 15. Además comandó el 1.º de Voluntarios de Dumfriesshire como teniente coronel (1869-1871).
En 1864 ingresó al Magdalen College de Cambridge, que abandonó dos años después sin graduarse. Sin embargo, ahí se distinguió como jugador de cricket, de carreras, carreras de obstáculos y en la caza.
En 1866 se casó con Sibyl Montgomery con la que tuvo cinco hijos y de la que se divorció en 1887 después de ser demandado por adulterio. En 1897 contrajo segundas nupcias con Ethel Weeden, pero se volvió a divorciar al año siguiente.
Las reglas mencionadas establecieron un límite de tres minutos para cada asalto, en tanto que el recuento para los "fuera de combate" quedaron fijados en diez segundos. Junto a ello, este apasionado del boxeo, estableció las diferentes categorías de peso de la especialidad y el uso de guantes de boxeo "de la mejor calidad, y nuevos". El código fue escrito en 1867 por John Graham Chambers y publicado bajo el nombre del marqués, quien actuó como patrocinador y productor.

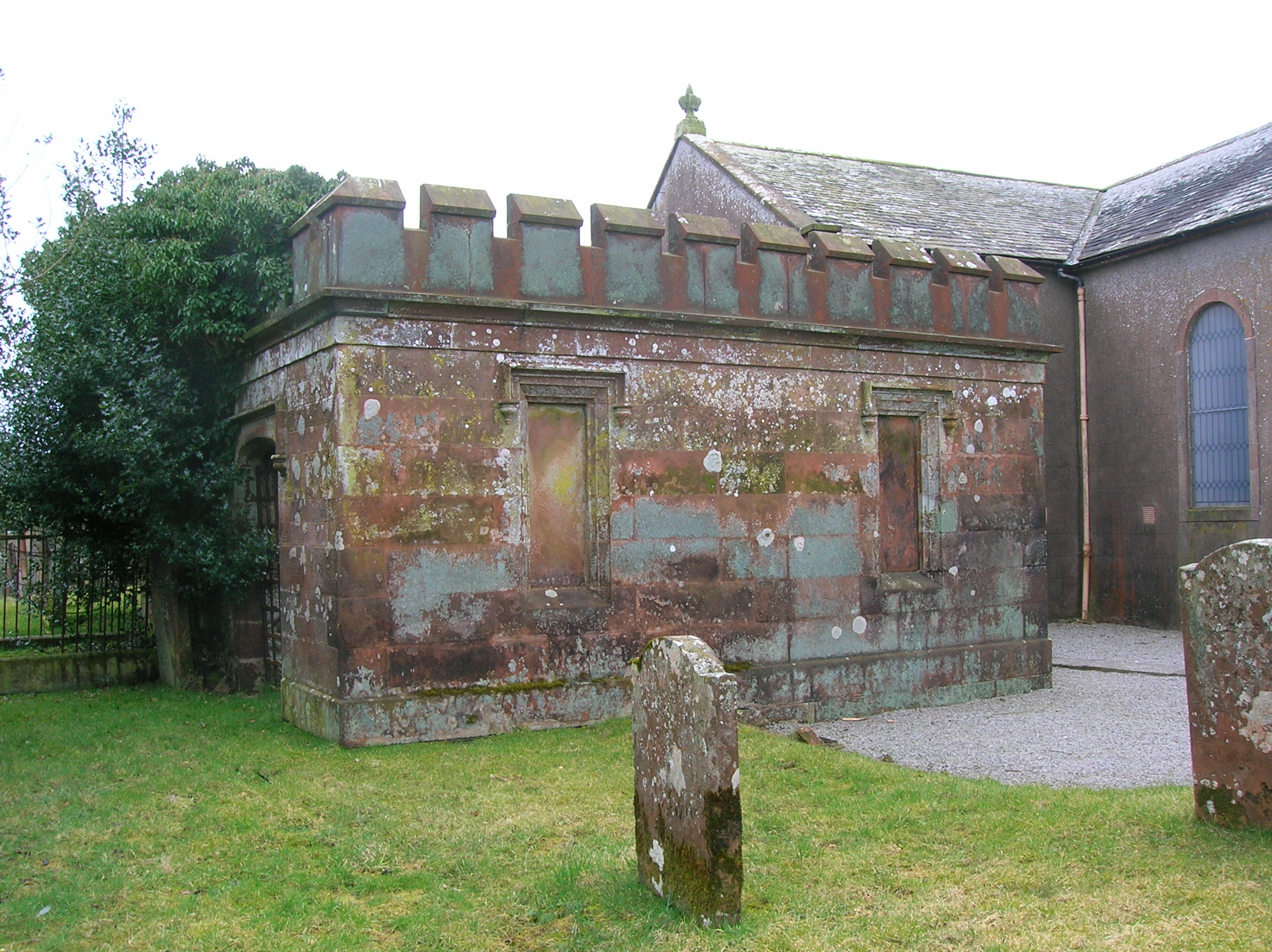
El mausoleo de los Douglas en el exterior de la iglesia parroquial de Cummertrees, lugar de enterramiento tradicional de los marqueses de Queensberry

Desde 1872 hasta 1880 ocupó un asiento en la Cámara de los Lores como par representante de Escocia. En realidad, fue reelegido en 1880 pero se negó a prestar juramento religioso a la soberana y dijo que no participaría en una "payasada cristiana", ya que era ateo.
Su divorcio por adulterio, su ateísmo y su afición al boxeo lo hicieron un personaje impopular en la alta sociedad londinense.
En febrero de 1895, ante la aparente relación homosexual de su hijo, Lord Alfred Douglas, con el escritor Oscar Wilde, le envió a este último una tarjeta de visita a su club llamándolo "sodomita". Wilde lo demandó por difamación y el marqués fue puesto en arresto. Sus abogados, encabezados por Edward Carson, presentaron a Wilde como un vicioso seductor de hombres jóvenes. Este detuvo la demanda cuando se supo que Queensberry presentaría a la corte a varios prostitutos que habían mantenido relaciones sexuales con él. Sin embargo, Wilde fue acusado de sodomía e indecencia y el marqués le ganó una demanda por los gastos en abogados y detectives. Finalmente, Wilde quedó en la bancarrota y fue condenado a dos años de trabajos forzados.
En 1900, después de un derrame cerebral y de una supuesta sífilis, murió en el cuarto de su club en Londres a los 55 años. Tras ser cremado, sus cenizas fueron enterradas en el cementerio de su familia en Kinmount, Dumfriesshire.
Su hijo mayor y heredero Francis, mantuvo una supuesta relación homosexual con el primer ministro Archibald Primrose y murió en un accidente de caza y sin hijos.